# Alekszandr Vasziljevics Szuvorov
Alekszandr Vasziljevics Szuvorov (oroszul: Александр Васильевич Суворов; Moszkva, 1729. vagy 1730. november 24. – Szentpétervár, 1800. május 18.) orosz hadvezér, tábornok, generalisszimusz, Itália hercege (Князь Италийский), az újkor egyik legnagyobb stratégája.

## Életpályája

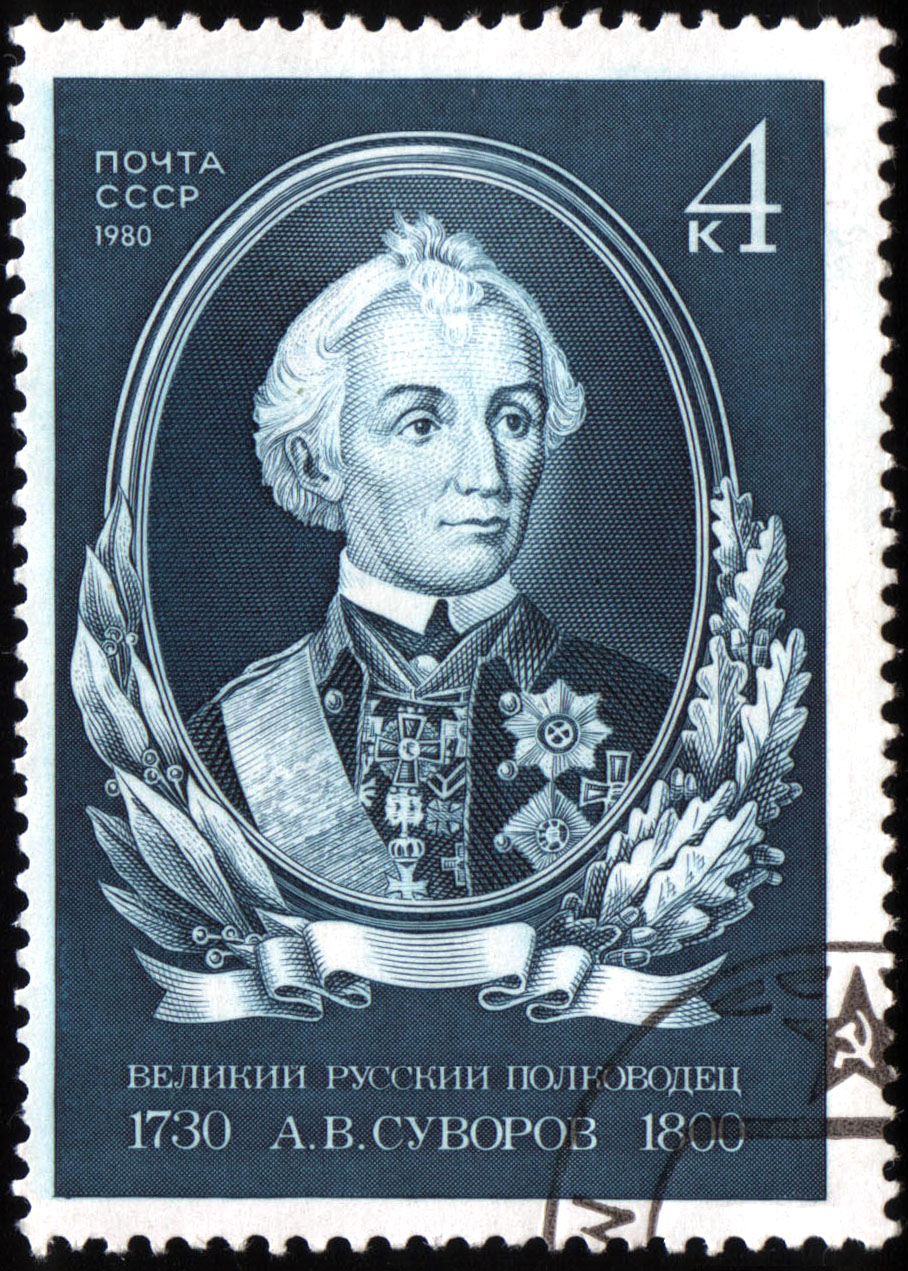
Szovjet bélyeg 1980-ból

### Katonai pályafutásának kezdete
Édesapja, Vaszilij Ivanovics Szuvorov lojálisan szolgált I. Péter orosz cár udvarában; halála után (1775) 1895 jobbágyot hagyott hátra, ami bizonyos szintű jólétet biztosított a családnak.
Szuvorovot 1742 novemberében jegyezték be a Szemjonovszkij-őrezredbe. Aktív szolgálatba lépéséig (1748. január 12.) – mint tizedes (káplár) – iskolai tanulmányokat folytatott. 1749-ig Szentpéterváron teljesített szolgálatot, ekkor az ezredet Moszkvába irányították. Itt Szuvorov a katonatiszti akadémián tanult, amelynek diplomája nemcsak katonai, de civil végzettséget is jelentett.
1751-ben adjutánsként (segédtiszt) áthelyezték Szokovnyin vezérőrnagyhoz. Az év egy részét diplomataként Drezdában és Bécsben töltötte. 1755-ben egy másik, az Ingermanlandi gyalogsági ezredhez került. 1756-ban a novgorodi ellátmány-raktár főélésmesterévé (Oberproviantmeister) nevezték ki századosi rendfokozatban.

### A hétéves háború (1756–1763)
A hétéves háborúban Volkonszkij orosz tábornagy dandárjában részt vett Crossen bevételében és a kunersdorfi csatában (1759. augusztus 12.). A következő években a kazáni gyalogezred főbiztosa volt és jelen volt Berlin bevételénél (1760. október 9.). A szczecini harcok során (1761. október 22.) megsérült ugyan, de továbbharcolt Kolberg megszállásánál, majd mint az Asztraháni gyalogezred parancsnoka Berlinben őrszolgálatot teljesített. Nála szolgált az akkor 17 éves Kutuzov. 1763-ban átvette a Szuzdali gyalogezred parancsnokságát.

### Hadjárat a bari konföderáció ellen (1768–1772)
1768-ban Szuvorov ezredét áthelyezték Szmolenszkbe, később Orsába, majd Minszkbe. 1769. május 26-án Szuvorov először vette át egy hadosztály vezetését, ami a Szmolenszki, Szuzdali és Nyizsnyij Novgorod-i ezredekből állt. Bár 1768 februárjában a bari konföderáció keretében a lengyel nemesek szövetségre léptek a Szaniszló Ágost király udvarában uralomra jutott orosz befolyás ellen, Lengyelország felbomlását már nem tudták megakadályozni. 1769 nyarán a Szuzdali ezreddel és két lovasszázad (eszkadron) huszárral 12 nap alatt tette meg az 500 kilométeres utat Varsóig, hogy bevegye a várost. 1771-ben 822 orosz katonával győzte le a majdnem négyszeres túlerőben lévő lengyel konföderációs sereget. A krakkói vár 1772. április 26-án kapitulált Szuvorov serege előtt.

### Az orosz–török háború (1768–74)
Szuvorov 1773 áprilisában Bukarestben a Duna bal partján átvette a parancsnokságot az Asztraháni gyalogezredből, egy lovassági ezredből és egy csapat kozákból álló sereg fölött. Ezekkel a csapatokkal alkotta Pjotr Szemjonovics Szaltikov tábornagy 1. hadseregének jobb szárnyának egy részét. Szuvorov második támadása a Duna jobb partján, Tutrakan mellett állomásozó török tábor ellen volt az első győzelme ezen a hadszíntéren. Jutalmul megkapta a Harszovónál, a török Duna-parton az oroszok egyetlen hídfője fölötti parancsnokságot. A törökök támadásait sikeresen visszaverte. 1774-ben Szuvorov csapataival már a Balkán felé tartott, ahol Kozludzsánál (ma: Szuvorovo) 8000 katonájával győzelmet aratott a kb. 40 000 fős török sereg fölött.

### Ukrajnában, a Krím-félszigeten
1774 augusztusában Pjotr Ivanovics Panyin hadseregéhez vezényelték a Volga vidékére, ahol időközben kitört a Pugacsov-féle felkelés. A lázadást leverték, a foglyul ejtett Pugacsovot pedig Szuvorov Moszkvába vitte. 1777-ben a Krími hadtest, majd a Kubán-alföld csapatainak parancsnoka lett.
1778-ban az ő feladata volt a Krími Tatár Kánságban élő keresztény lakosság (mintegy 31 000 örmény és görög) áttelepítése orosz területre, az Azovi kormányzóságba, ami jelentősen megváltoztatta a félsziget etnikai viszonyait.
1779-ben a Poltavában (Ukrajna) állomásozó új orosz hadosztály parancsnokának nevezték ki: feladata a törökök által újból megszerzett ukrajnai területek védelme volt. A következő években különböző hadosztályok – mint a Kazányi, a Vlagyimiri, a Szentpétervári, a Jekatyerinoszlavi (ma Dnyipro) és a Kremencsuki hadosztályok – vezetésével bízták meg.

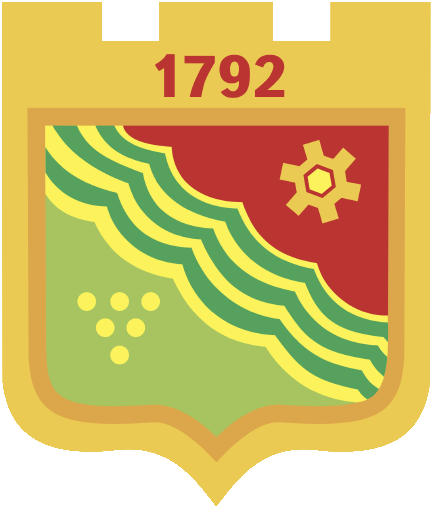
Tiraszpol címere, benne az alapítás éve

### Az orosz–török háború (1787–92)
A háború kezdetén az 1. Jekatyerinoszlavi Hadsereg 30 000 katonája állt a Dnyeper torkolatánál Szuvorov parancsnoksága alatt. A törökök a gyengén kiépített Kinburn erődöt választották célpontnak, de az erőd megerősítéséhez rendelkezésre álló kevés idő ellenére, az oroszok visszaverték a török támadást (1787. október 11.). Szuvorov súlyosan megsérült a bal csípőjén és alkarján, de mihelyt felépült, átvette a török Ocsakov erőd elleni támadás irányítását (1788. augusztus 7.). A harcok során újból megsérült, ezúttal sokkal súlyosabban, ami kényszer-pihenőre száműzte a Kinburn erődbe. Augusztus 29-én felrobbant a lőporraktár: Szuvorov súlyos sebesülésekkel túlélte ugyan az eseményt, de kegyvesztetté vált Patyomkin herceg előtt, és ezen a hadszíntéren már nem harcolhatott.
Pjotr Alekszandrovics Rumjancev hadseregéhez került, ahol a jobb szárnyon a 3. hadosztályt vezette. A Foksánynál kivívott győzelméért (1789. augusztus 12.) II. Katalin orosz cárnő a gyémánttal díszített Szent András érdemrenddel tüntette ki.
1789. szeptember 22-én Râmnicu Săratnál az osztrák szövetséges csapatokkal győzelmet aratott a török sereg fölött; jutalmul II. József császár német birodalmi gróffá nevezte ki, II. Katalin pedig orosz grófi méltóságot adományozott neki Rimnyikszkij predikátummal. Patyomkin herceg is elismerte sikereit, és átruházta rá az Iszmail erődnél állomásozó összes megszálló csapat feletti parancsnokságot. 1790 decemberében Iszmail elesett. Elismerésként a Preobrazsenszkij-testőrezred tiszteletbeli ezredesi címet kapta.
A cárnő 1791 áprilisában a svéd határhoz küldte Szuvorovot, ahol elsődleges feladata a határok ellenőrzése, majd Karelen tartományban az erődítmények építésének irányítása volt. 1792-ben Ukrajnába helyezték át: itt megalapította Tyiraszpolt (mint erődöt) és részt vett Szevasztopol megerősítésében.

### Kościuszko-felkelés (1794)

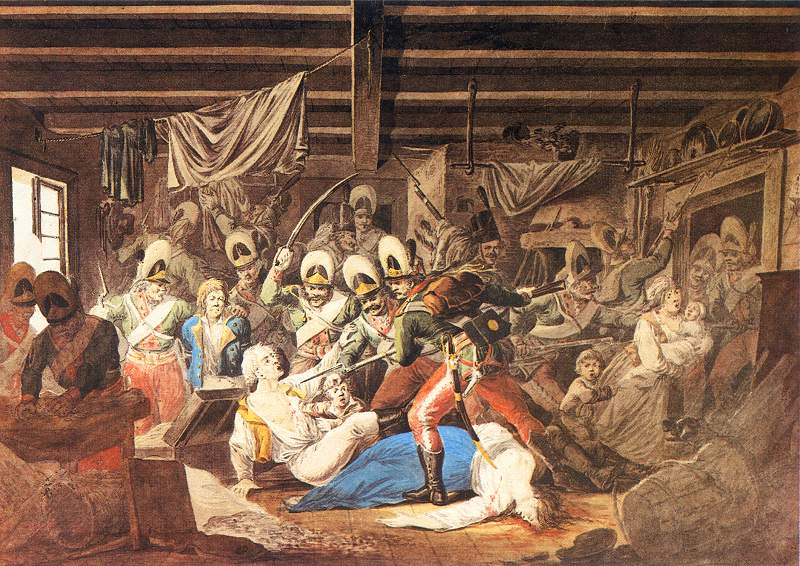
A pragai mészárlás
(Aleksander Orłowski festménye, 1810 körül)

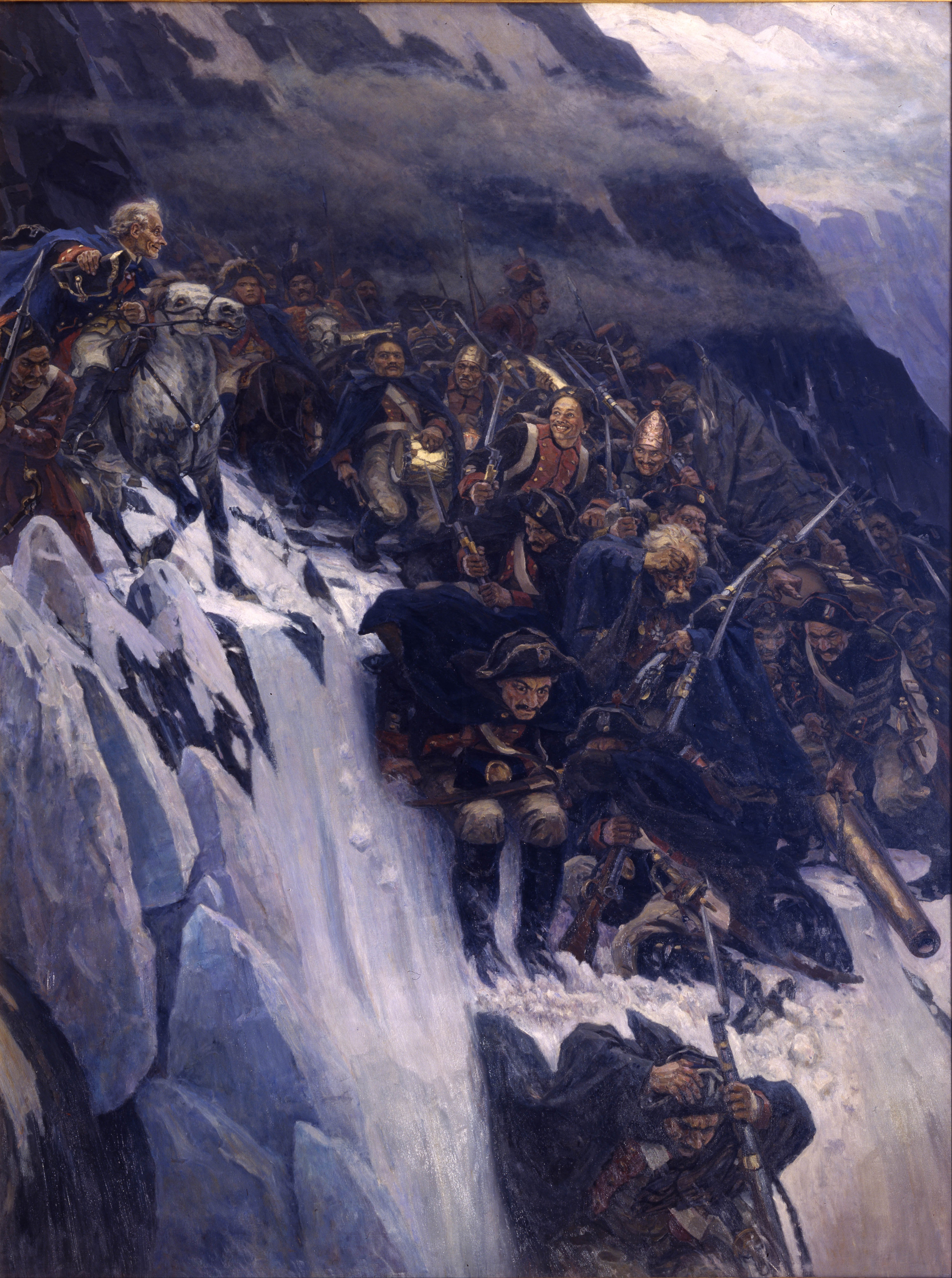
Szuvorov átkelése az Alpokon
V.I. Szurikov festménye (1899)

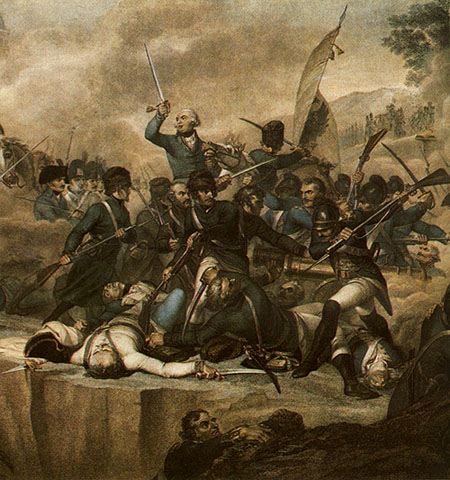
Szuvorov az Addai csatában (Spiavonetti)

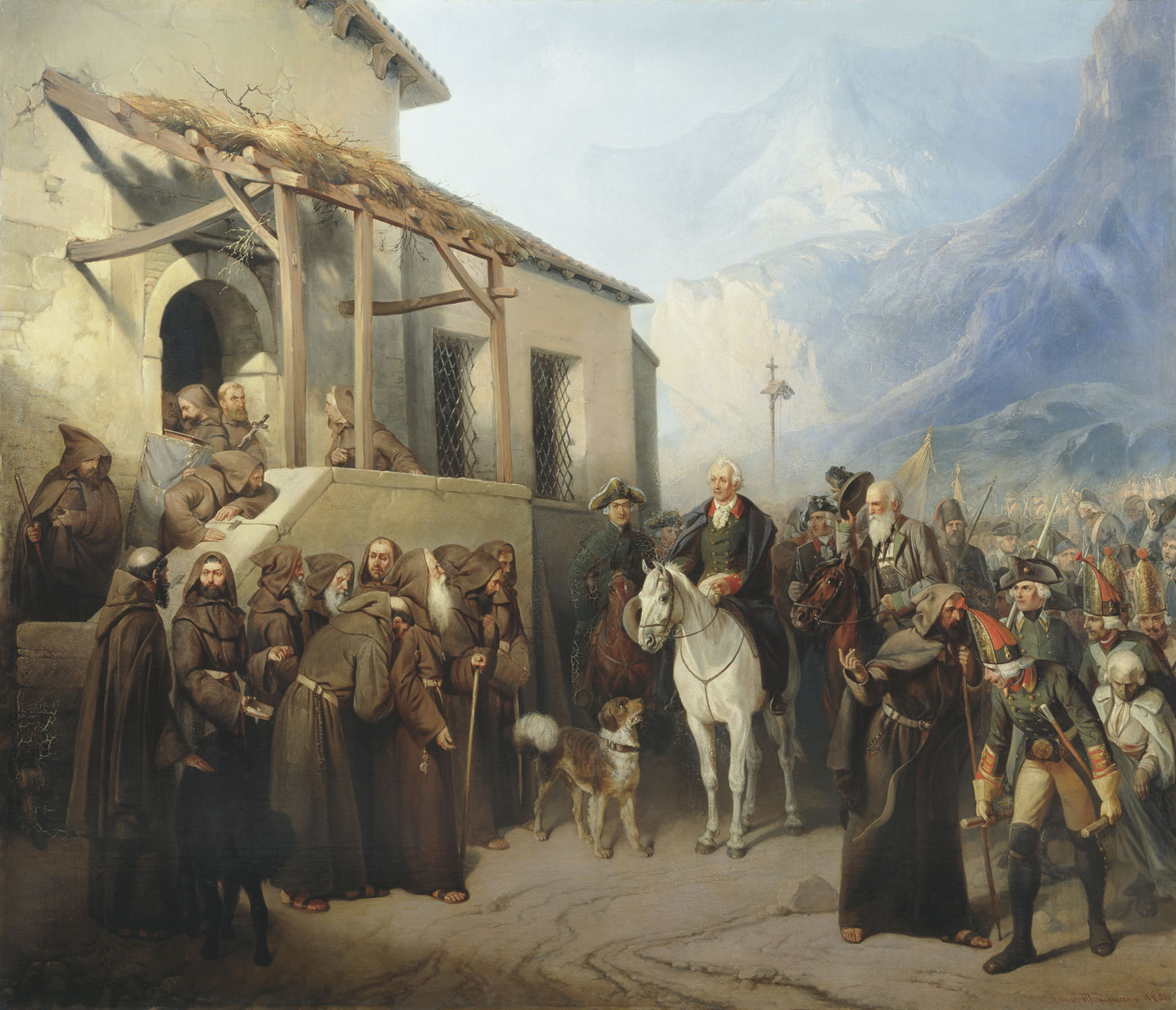
Szuvorov a Szent Gotthárd-hágón, Adolf Charlemagne festménye

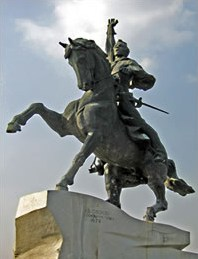
Szuvorov emlékműve Tiraszpolban

II. Katalin 1794-ben Lengyelországba küldte Szuvorovot („kettős erőt küldök Lengyelországba: a hadsereget és Szuvorovot”). Megérkezése után a lázadásnak gyorsan vége lett: 1794. szeptember 19-én Bresztnél legyőzte a Kościuszko hadait, másfél hónap múlva bevette Varsó elővárosát, Pragát, ahol a mészárlások során az orosz katonák kb. 20 000 civil lakost gyilkoltak le. Ennek hatására egy nappal később Varsó is kapitulált. II. Katalin cárnő ekkor tábornaggyá (marsallá) léptette elő, és neki adományozta a kobrini uradalmat a hozzátartozó 700 jobbággyal együtt.
1795 végén visszatért Szentpétervárra hogy átvegye az új orosz hadsereg vezetését Izmailban. I. Pál orosz cár trónra kerülése 1796-ban kellemetlen következményekkel járt az orosz hadsereg számára: I Pál feloszlatta a katonai szervezetet, a cáron kívül senki nem dönthetett a tiszti testület ügyeiben. Szuvorovot 1797-ben elbocsátották, meghatározták a tartózkodási helyét és felügyelet alá helyezték.

### Napóleoni háborúk (1799–1801)
Az orosz csapatok 1799 áprilisában érkeztek meg Észak-Itáliába, és az osztrák csapatokkal egyesülve rövid idő alatt elűzték a francia hadsereget az egész Pó-síkságról. Szuvorovot a második koalíció egyesült orosz–osztrák kontingensének főparancsnokává nevezték ki: részt vett az addai csatában (április 27.), a milánói bevonulásban (április 30.), Torino elesténél (május 22.) és a harcokban Trebbiánál (június 17-19.), ahol MacDonald tábornok seregeit futamította meg. Az orosz előőrs harcolt a Jan Henryk Dąbrowski vezette lengyel légió ellen. A hadjárat a novi csatával és az oroszok győzelmével ért véget (1799. augusztus 15.).
Szuvorovot sikereiért a cár az „Itálijszkij” azaz „Itáliai” hercegi címmel jutalmazta. (Князь Италийский). Az osztrák és az angol érdekek azonban az orosz haderők Itáliából történő gyors eltávolítását kívánták, ezzel a Habsburg Birodalom és Anglia politikai előnyhöz jutott a Franciaországgal folytatott béketárgyalások során.
Az orosz csapatokat Svájcba küldték, ahol Szuvorovnak a zürichi térségben Rimszkij-Korszakov tábornok csapataival kellett volna egyesülnie az André Masséna vezette francia sereg ellen. Szuvorov gyors előrenyomulást tervezett a Szent Gotthárd-hágón és a Lukmanier-hágón át, hogy hátba támadja Massénát. Faidónál és Airolónál folytatott harcok után szeptember 24-én a csapatok elérték a Szent Gotthárd-hágót, ahol a Schöllenen-szorosban megütköztek a franciákkal. A menetelés tovább folytatódott észak felé, ahol Szuvorov serege a Kinzig-hágón át visszaszorult a Muota-völgybe és csak súlyos veszteségek árán tudtak áttörni a Pragel-hágón és a Klön-völgyön keresztül Glarusba. Közben Rimszkij-Korszakov elveszítette a második zürichi csatát (1799. szeptember 25-26.), így meghiúsult a két orosz sereg egyesülését célzó stratégiai terv.
Szeptember 29-én Szuvorov haditanácsot hívott össze:

„„Korszakovot megverték és a Rajnán túlra űzték. Götzen eltűnt és serege szétszóródott! Jelasics és Linken elmentek! Meghiúsult a tervünk! Itt vagyunk a hegyekben, körbevesz az ellenség, emberfölényben vannak. Mit csináljunk? Visszafordulni szégyenletes, még soha sem hátráltam meg. Schwyz felé menni lehetetlen: Masséna 60 000 emberrel rendelkezik, nekünk még 20 000 sincs. Nincs élelmünk, lőszerünk, tüzérségünk … Segítségre nem várhatunk … Az összeomlás szélén vagyunk … Csak a remény marad … csapataim bátorsága és önfeláldozása! Hiszen oroszok vagyunk!…””

Szuvorov hiába próbálkozott előrenyomulni a Walensee mentén; Elmen és a már behavazott Panixer-hágón keresztül kellett kitörnie Glarnerlandból Bündnerlandba, hogy ne kerüljenek a franciák keze közé. Október elején elérte Churt, ahonnan St. Luzisteigen át Ausztriába jutott. Az Alpokon történő átkelés tervét az osztrák tiszt, Franz von Weyrother (az austerlitzi csata vesztese) dolgozta ki. A rosszul koordinált, ítéletidővel, hóviharokkal és állandó összecsapásokkal kísért menet nagy veszteséggel járt: a kezdeti 25 000 emberből 15 000 éhező és kimerült katona maradt. Mindent egybe vetve a svájci hadjárat az orosz hadsereg számára veszteséges volt; a hadjárat után tulajdonképpen nem létezett tovább itáliai orosz sereg. Az életben maradt katonák december 5-én elérték a Varsó melletti Pragát, itt téli szállásra vonultak. Szuvorov súlyos betegsége miatt kénytelen volt átadni a parancsnokságot.
Halála után hat nappal az Alekszandr Nyevszkij-kolostorban helyezték örök nyugalomra.

## Emlékművek
- 1899-ben állították fel a Szuvorov emlékművet a Schöllenen-szorosban az 1799. évi hősies harcok tiszteletére.
- 1979-ben a Tiraspolban, a Moldovai Szovjet Szocialista Köztársaság harmadik legnagyobb városában emlékművet emeltek a tiszteletére, mint Tiraszpol alapítója. Napjainkban a város a hivatalosan el nem ismert Dnyeszter Menti Köztársaság (Transznisztria) területén van, ettől függetlenül Szuvorovot állami hősként tisztelik.
- A 19. század végén a szentpétervári Mars-mezőn állítottak emlékművet, ahol Szuvorov Marsot, a háború istenét ábrázolja. A Mars-mező átszervezése után az obeliszk 1920-ban új helyet kapott a Trockij-híd előtt.

## Katonai pályája
| • 1748. január 12.    | tizedes                   |
| • 1749                | alzászlós                 |
| • 1751. június 19.    | szakaszvezető, őrmester   |
| • 1754. május 6.      | főhadnagy                 |
| • 1756. december 15.  | premiermajor              |
| • 1758. december 19.  | alezredes                 |
| • 1762. szeptember 6. | ezredes                   |
| • 1768. október 3.    | dandártábornok            |
| • 1770. január 12.    | vezérőrnagy               |
| • 1774. március 17.   | altábornagy               |
| • 1786. október 3.    | vezérezredes, tábornok    |
| • 1794. november 30.  | hadseregtábornok, marsall |
| • 1799. november 8.   | generalisszimusz          |

## Érdemrendek
| • 1770. október 11.   | Szent Anna Érdemrend                          |
| • 1771. augusztus 30. | Szent György Érdemrend III. osztálya          |
| • 1771. december 31.  | Alexander-Nyevszkij Érdemrend                 |
| • 1773. augusztus 10. | Szent György Érdemrend II. osztálya           |
| • 1783. július vége   | Vlagyimir érdemrend I. osztálya               |
| • 1787                | Szent András Érdemrend                        |
| • 1789                | gyémántokkal díszített Szent András Érdemrend |
| • 1789                | Szent György Érdemrend I. osztálya            |
| • 1794. december      | Porosz Vörös Sas Rend                         |
| • 1794. december      | Porosz Fekete Sas Rend nagykeresztje          |

## Idézetek
- A tétlenség minden rossz gyökere.
- A gyorsaság szükséges, a sietség káros.

## Fordítás
Ez a szócikk részben vagy egészben  az   Alexander Wassiljewitsch Suworow című német Wikipédia-szócikk ezen változatának fordításán alapul.  Az eredeti cikk szerkesztőit annak laptörténete sorolja fel. Ez a jelzés csupán a megfogalmazás eredetét és a szerzői jogokat jelzi, nem szolgál a cikkben szereplő információk forrásmegjelöléseként.